# Museo Histórico y Regional Lorenzo Vintter
El Museo Histórico y Regional Lorenzo Vintter es un museo local dedicado a la historia de la ciudad de General Roca (Provincia de Río Negro) en la Patagonia Argentina. Cuenta con una muestra permanente que recorre las grandes temáticas de la ciudad y área circundante: pueblos originarios, fundación de la ciudad de General Roca, la llamada Conquista del Desierto, la historia del riego, del ferrocarril y de la fruticultura y de la vida en las chacras, los inmigrantes, la obra salesiana entre otros temas. Además, realiza muestras temporarias para determinadas fechas tanto locales como nacionales.

## Historia
El 17 de diciembre de 1949, el maestro Manuel José Félix Arenaza fundó el Museo Histórico Regional Lorenzo Vintter en colaboración con un grupo de vecinos de la ciudad de General Roca. Las primeras exposiciones estuvieron conformadas por materiales arqueológicos y objetos históricos que formaban parte de colecciones particulares donadas por los fundadores de la institución.
El Museo Vintter fue re-fundado el 25 de septiembre de 1950. Posteriormente, creció a partir del aporte de vecinos. El Museo fue nombrado en honor al gobernador de la provincia de Río Negro y fundador de la ciudad, el general Lorenzo Vintter.
La primera comisión del Museo fue constituida por: Manuel Arenaza, Armando Catoira, Miguel Zapiola, Justo Epifanio, Pablo F. Oreja, Valentina Equiza, Sra. del Mazo de Zapiola, Juanita Godoy Dìaz y Walter Kaufman (h).
El Museo estuvo inicialmente situado en la Biblioteca Roca, posteriormente en el edificio municipal de la misma ciudad y por último en su ubicación actual, en lo que fuera parte del Patronato de General Roca. Si bien hasta 1955 el funcionó con regularidad, luego de esa fecha se registró una declinación de actividades que llevó a que en 1970 cerrase sus puertas y su patrimonio quede depositado en una casa de la calle 25 de Mayo al 400 de General Roca. Esta construcción fue alquilada durante la gestión del Presidente del Concejo Deliberante Sr. Pablo F. Oreja y no contaba con personal a cargo responsable del material, inventario ni los cuidados necesarios.
En el año 1974, por gestiones del Sr. Enrique Rivas y bajo la presidencia del Concejo de Adrián Indo, el museo fue trasladado al local de la calle España 1640, adonde funcionara la Municipalidad de General Roca, procediéndose a su rehabilitación. Allí, la Comisión de Cultura local organizó festivales musicales y exposiciones de temas variados.
El 17 de noviembre de 1975, entre el Concejo Municipal y el Centro de Investigaciones Científicas de la Provincia de Río Negro, (que a partir de 1976 pasó a llamarse Centro de Estudios Rionegrinos) en ese momento, a cargo del Profesor Héctor Daniel Rey, se firmó un convenio donde la Delegación Roca del Centro de Investigaciones Científicas toma el control del Museo Vintter y de su patrimonio histórico. Su director era Miguel Hángel González. En 1984 se incorporó al patrimonio del museo la colección Espinós a través de un convenio entre el Centro de Estudios Rionegrinos y el Sr. Ricardo Espinós.
Hasta el año 2007 el museo permaneció en el mismo lugar. En los últimos años se evidenció lo poco apto de las instalaciones para resguardar los objetos y poder brindar un servicio adecuado por lo que a partir de la inquietud de muchos vecinos, de la Comisión de Estudios Históricos municipal y del propio Intendente de la ciudad en ese entonces, Carlos Soria, se realizaron diversas gestiones ante el gobierno provincial solicitando el pase de la administración del museo a manos del Municipio.
Ante la negativa y falta de interés a las peticiones realizadas por distintos medios, el Municipio inicia un expediente administrativo N° 1 204187/06 relacionado con la grave y preocupante situación de dicha Institución, notificando debidamente a las autoridades provinciales el riesgo en que se encontraba el patrimonio histórico. Sin embargo, no hubo ninguna respuesta, por lo que el Intendente Municipal decide por precaución cerrarlo y procurar un edificio acorde a esta Institución. Luego de un exhaustivo inventario ante escribano público, integrantes de la Comisión de Estudios Históricos y vecinos se procedió a la guarda y depósito provisorio del patrimonio y muebles de dicha Institución.
La Dirección de Cultura de la ciudad de General Roca cedió un lugar donde se dictaban talleres ubicado en la intersección de las calles Artigas y Buenos Aires, perteneciente al antiguo Patronato Regional de Menores para la instalación del museo, previo acondicionamiento y ampliación del mismo. Durante los años que duró la reforma edilicia se procedió a inventariar y restaurar los bienes patrimoniales. Esta locación es el actual emplazamiento del Museo Vintter. 

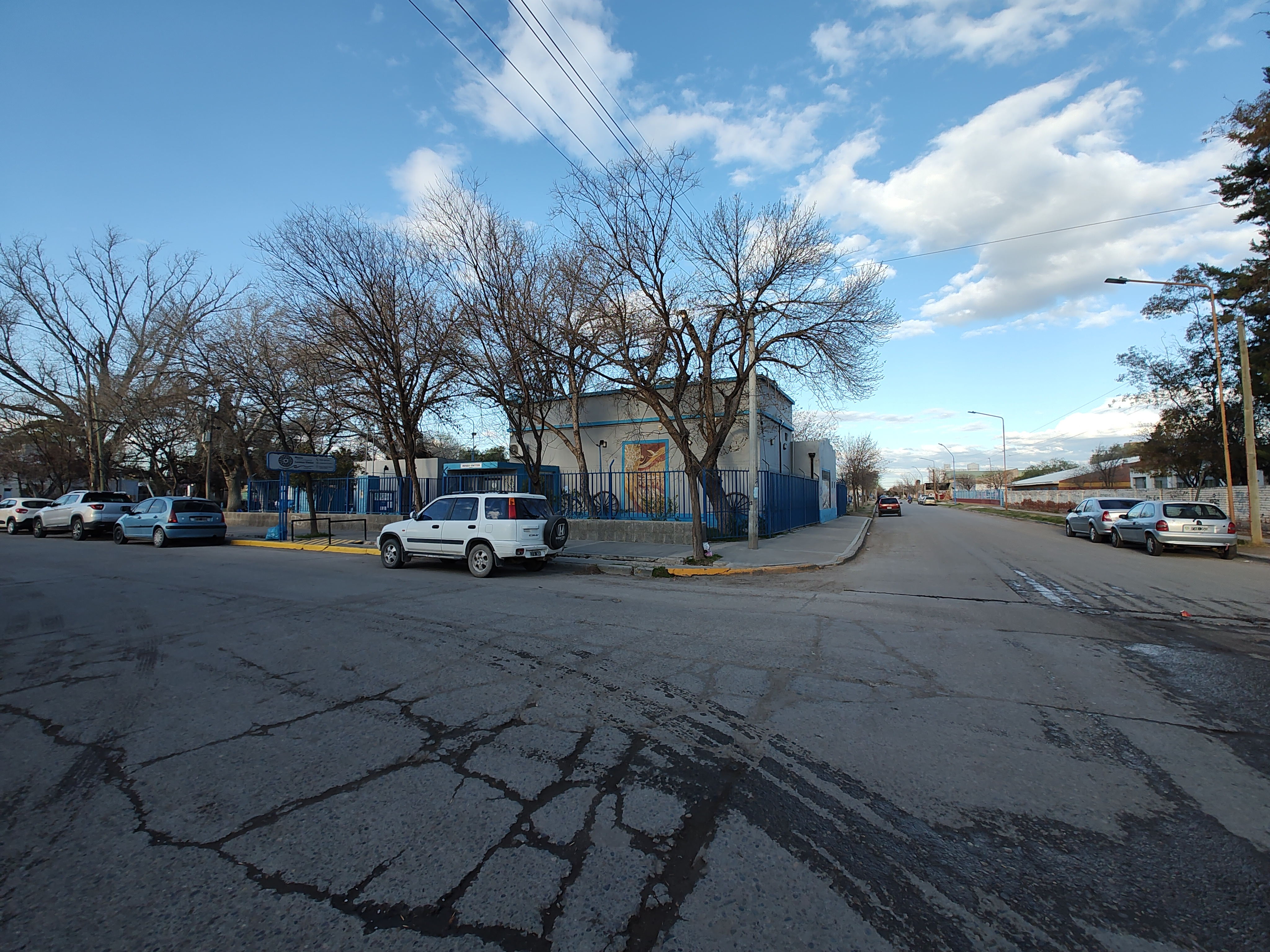
Esquina de las calles Artigas y Buenos Aires, sede actual del Museo Vintter

Además, se adquirió un lote de maquinarias agrícolas y vehículos que conforman la colección Carrillo y otros objetos recibidos por donaciones de vecinos de la ciudad, así como con convenios, como un carro restaurado por el Municipio proveniente del Jockey Club local.

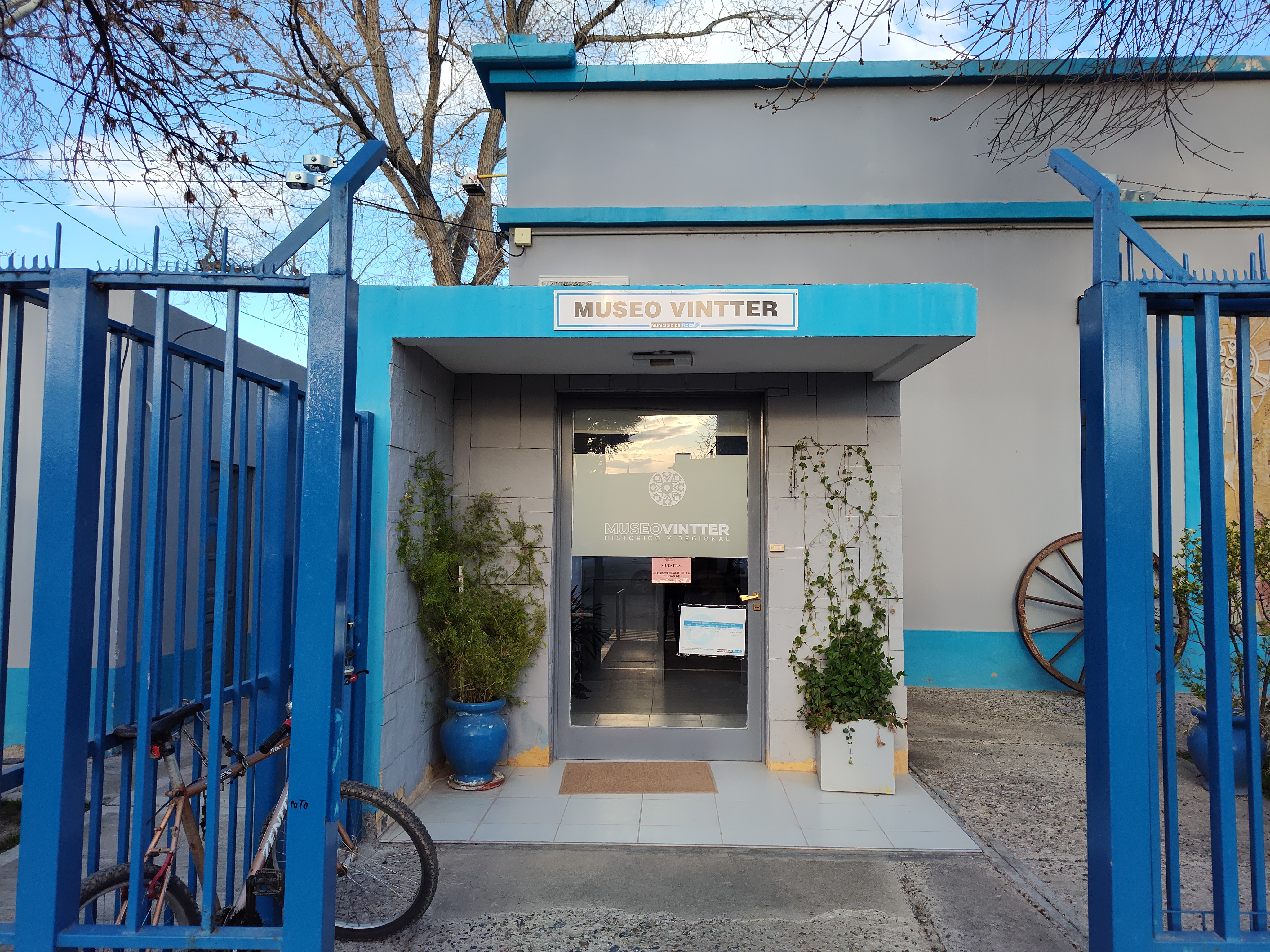
Entrada del Museo Vintter, por calle Buenos Aires.

En marzo de 2010 el museo reabrió sus puertas en su actual sede de Buenos Aires y Artigas en la histórica manzana “del Patronato” de la ciudad de General Roca, con un edificio propio construido para el museo, nuevos objetos adquiridos por compra y donaciones de vecinos y una reorganización de la muestra permanente contando la historia de la ciudad de General Roca y de la región. El museo en la actualidad realiza una interacción con la comunidad con muestras temporarias, espectáculos de variada índole, investigaciones y producción de información actualizada, restauración de material patrimonial, trabajo en conjunto con especialistas e instituciones de la región y de Argentina. Es muy visitado por locales y turistas que tienen a esta institución como un centro de referencia para conocer la historia de la ciudad y de la región.

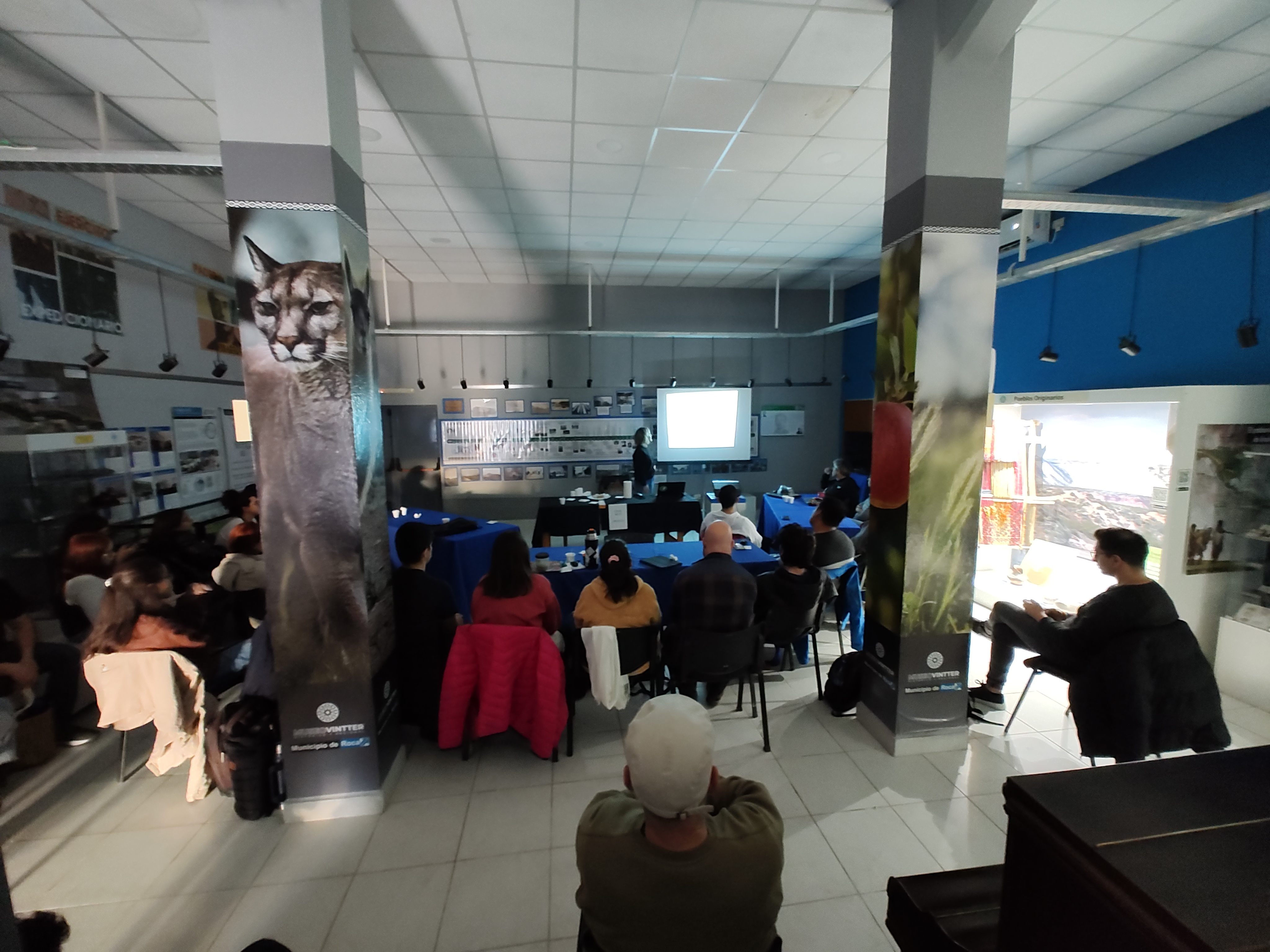
Taller de Edición de Wikimedia en el Museo Vintter (9 de septiembre de 2023)

### Conformación inicial de las colecciones
Su patrimonio original se conformó entre los años 1950 y 1955 con piezas de donaciones y préstamos de los vecinos de la ciudad. En un primer catálogo, estaba constituido por un total de 330 piezas:
- 253 piezas donadas
- 54 piezas en préstamos
- 23 en condición de oferta

Algunos de los nombres de vecinos de estas donaciones y préstamos fueron:
Dosolina Porro, Dominga Vda. De Arias, Miguel Zapiola, José Adaro, Héctor Salgado, Lucinda de Fernández Oro, Leandro Isla, Liliana Rubina, Jorge Rohde, Justo Epifanio, Marta Samur, Ricardo Dvoskin, Salvador Arenaza, Familia Muñoz de Cipolletti, Carro de Allen, Honorio P. Cozzi, Rosa S. Vda de Gerli, Fernando Rajneri, Raquel Viterbori, Valentina Equiza Campos entre otros.
Las armas de fuego fueron donadas por el Ministerio de Guerra en la década de 1950. Se recibieron piezas arqueológicas de la región patagónica, donadas por el Sr. Luis Salinas, Isabel Pereda y Elena Bengolea de Perrota, del NO Argentino, y piezas históricas por parte de los hijos del Cnel. J.J. Gómez. Las vitrinas y mesas de exposición fueron recibidas por parte de la Sra. Selva Lerner de Epifanio, Salvador Liguori, Armando y Francisco Bagliani.